# Leónidas (astronomía)
Las Leónidas son una prolífica lluvia de meteoros anual asociada con el cometa 55P/Tempel-Tuttle, y también son conocidas por sus espectaculares tormentas de meteoros que ocurren aproximadamente cada 33 años. Las Leónidas reciben su nombre por la localización de su radiante en la constelación de Leo, ya que los meteoros parecen irradiar desde ese punto en el cielo. El nombre se deriva del griego y del latín, con el prefijo Leo- en referencia a la constelación, y el sufijo -idas indicando descendencia o pertenencia.
La Tierra cruza corrientes de meteoroides dejadas por el paso del cometa. Estas corrientes consisten en partículas sólidas, conocidas como meteoroide, que son normalmente expulsadas por el cometa a medida que sus gases congelados se evaporan debido al calor del Sol cuando este se encuentra dentro de la órbita de Júpiter. Debido a la órbita retrógrada del 55P/Tempel–Tuttle, las Leónidas son una corriente de meteoros de alta velocidad que impactan con la atmósfera terrestre. Es la lluvia de meteoros más rápida del año. Las Leónidas de mayor tamaño, de aproximadamente 10 milímetros (0,4 plg), tienen una masa de unos 0,5 gramos (0 oz) y se caracterizan por producir meteoros brillantes (de magnitud aparente −1.5). Una lluvia anual de Leónidas puede depositar entre 12 y 13 toneladas de partículas en todo el planeta.
Los meteoroides dejados por el cometa se organizan en trazas con órbitas similares—aunque no idénticas—a la del cometa. Estas órbitas son perturbadas de forma diferenciada por los planetas, especialmente Júpiter, y en menor medida por la presión de radiación del Sol, el efecto Poynting–Robertson y el efecto Yarkovsky. Estas trazas causan lluvias de meteoros cuando la Tierra las encuentra. Las trazas antiguas son menos densas y producen lluvias con pocos meteoros por minuto. En el caso de las Leónidas, el pico suele producirse alrededor del 18 de noviembre, aunque algunos meteoros pueden observarse varios días antes o después, y el pico específico varía cada año. Por el contrario, las trazas jóvenes son espacialmente muy densas y causan estallidos de meteoros cuando la Tierra las cruza.
Las Leónidas también pueden producir tormentas de meteoros (estallidos muy intensos) aproximadamente cada 33 años, durante los cuales la actividad supera los 1000 meteoros por hora, y en ocasiones se han registrado más de 100.000 meteoros por hora, en contraste con el fondo esporádico (de 5 a 8 meteoros por hora) y el fondo de la lluvia regular (varios meteoros por hora).

## Historia
Los enjambres de estrellas fugaces están asociados a los cometas. En 1861, Kirkwood afirmó que estos corpúsculos eran restos de los cometas. Le Verrier publicó la órbita de las leónidas, y cuando Oppolzer examinó la órbita del cometa 55P/Tempel-Tuttle de 1866 (1866 I) se hizo evidente la identidad de ambas trayectorias. Este cometa fue descubierto el 19 de diciembre de 1865 y tiene un período orbital de 33,2 años.
Las leónidas pueden dar lugar a espectaculares tormentas de meteoros cada 33 años coincidiendo con el paso del cometa por el perihelio. El astrónomo estadounidense H.-A. Newton demostró, en 1864, que las brillantes lluvias de estrellas descritas por los historiadores en 902, 931, 934, 1002, 1101, 1202, 1366, 1533, 1602 y 1698 se debían a este enjambre. Se habla de una tormenta de meteoros cuando la actividad supera el millar de meteoros por hora. 
Desde 902, las fechas anuales han ido avanzando treinta días: en aquella época el fenómeno alcanzaba su máximo el 12 de octubre; en 1202, tenía lugar el 19 de octubre; en 1366, el 22 de octubre; en 1799 se producía en la noche del 11 al 12 de noviembre. Esta lluvia de estrellas, en 1766, llamó poderosamente la atención de los habitantes de Venezuela.

### Años 1700
En 1799 la observaron Alexander von Humboldt y Amadeo Bonpland en Cumaná y dio lugar a «millares y millares de estrellas fugaces y bólidos de fuego cayeron durante cuatro horas consecutivas». También los esquimales de Labrador y Groenlandia quedaron asombrados: los meteoros más grandes tenían un diámetro aparente igual e incluso superior al de la Luna. 

### Años 1800

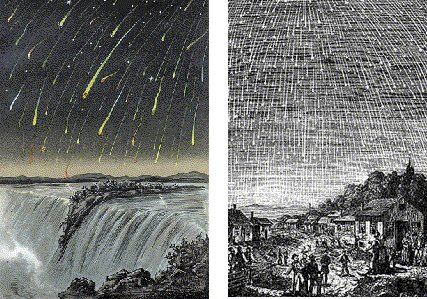
Representación artística de las Leónidas de 1833 (derecha) y 1866 (izquierda).

El 13 de noviembre de 1833 la costa este de Estados Unidos estuvo iluminada durante más de seis horas debido a las Leónidas. Iniciada poco antes de la medianoche, Olmsted, de Boston, dijo que «su número era como la mitad de los copos de nieve que se observan durante una nevada», y contó más de 240 000 meteoros. A partir de este acontecimiento se cambió la forma de observar las lluvias de estrellas.
En 1866 tuvo lugar otra lluvia, pero menos intensa que las dos anteriores, en la que se contaron hasta 6000 meteoros por hora. En 1834, Olbers observó que las lluvias de 1766, 1799 y 1833 estaban separadas por 33,5 años y esperaba una lluvia interesante para 1899 o 1900; pero los cálculos de Downing y Stoven demostraron que debido a las perturbaciones de Júpiter, Saturno y Urano, la masa principal del enjambre había sido desviada en más de tres millones de kilómetros de la Tierra. De este hecho derivó la conclusión de que la lluvia de fin de siglo tenía que ser insignificante, predicción que se confirmó por completo.

### Años 1900
La tormenta de Leónidas que ocurrió el 17 de noviembre de 1966, registró unos 100 000 meteoros por hora durante un corto intervalo de tiempo. Sin embargo, no siempre se producen tormentas de Leónidas cada 33 años. En 1933, por ejemplo, la actividad nunca superó los 200 meteoros por hora.

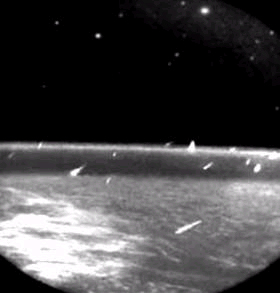
Las Leónidas vistas desde el espacio.

Para el 18 de noviembre de 1999 se esperaba en España una intensa lluvia de meteoros y el IAC hizo una campaña para que los alumnos de Enseñanza Media salieran a observar, incluía una unidad didáctica . 
Las previsiones apuntaban que las mejores condiciones de observación se darían para Europa Central y África del Norte. El resto de países observarían también una gran actividad, pero no tan alta como en el máximo. Por otra parte el modelo propuesto por David Asher y Robert McNaught preveía una actividad de 1000 meteoros/hora en el máximo a las 02:08 TU del 18 de noviembre de 1999 (3h 8m hora oficial), basándose en la distribución de partículas eyectadas hace 100 años por el cometa Tempel-Tuttle. 
Según informaron varios observadores españoles, las Leónidas no decepcionaron en absoluto y colmaron todas las expectativas que en ellas se tenían puestas. Un máximo muy corto pero intenso se pudo observar desde Europa sobre las 2h de Tiempo Universal. En aquellos momentos, una tasa por hora de miles de estrellas fugaces cayeron del cielo.

### Años 2000
Las campañas de observación obtuvieron imágenes espectaculares de las tormentas de 1999, 2001 y 2002, las cuales produjeron hasta 3.000 meteoros leónidas por hora. Las predicciones sobre impactos de meteoros en la Luna durante las Leónidas también indicaron que, en el año 2000, la cara lunar orientada hacia la corriente de meteoros estaba alejada de la Tierra, pero que el número de impactos sería suficiente como para levantar una nube de partículas expulsadas desde la superficie lunar, lo que podría causar un aumento detectable en la cola de sodio de la Luna.
Las investigaciones basadas en la dinámica de las trazas y corrientes de meteoros han permitido explicar las tormentas de años anteriores. Por ejemplo, la tormenta de 1833 no fue causada por el reciente paso del cometa, sino por un impacto directo con la traza de polvo dejada en su paso de 1800. De manera similar, los meteoroides del paso del cometa en 1733 produjeron la tormenta de 1866, y la tormenta de 1966 provino del paso del cometa en 1899. Los picos dobles de actividad en los años 2001 y 2002 fueron provocados por el paso de la Tierra por las trazas de polvo expulsadas por el cometa en 1767 y 1866, respectivamente.
Este trabajo pionero fue rápidamente aplicado a otras lluvias de meteoros, como las Bootidas de junio de 2004. Peter Jenniskens ha publicado predicciones sobre las lluvias de meteoros para los próximos 50 años. No obstante, se espera que un futuro encuentro cercano del cometa con Júpiter altere su trayectoria y muchas de las corrientes de meteoroides asociadas, lo que haría improbable que se produzcan tormentas de magnitud histórica durante varias décadas. Investigaciones recientes tratan de incorporar el papel de factores como las diferencias entre los cuerpos progenitores, las particularidades de sus órbitas, las velocidades de eyección desde el núcleo sólido del cometa, la presión de radiación solar, el efecto Poynting–Robertson y el efecto Yarkovsky sobre partículas de distintos tamaños y tasas de rotación, para explicar por qué algunas lluvias de meteoros tienden a estar dominadas por bólidos y otras por meteoros pequeños.

### Años 2010
Entre el 17 y el 18 de noviembre de 2015, Leónidas alcanzará su punto máximo; con una luna creciente, lo que significa que el cielo estará lo suficientemente oscuro para poder ver la lluvia. Según muestra una simulación con el programa Stellarium, la lluvia de meteoros Leonidas Minoridas Diciembre está confirmada para estar en su punto máximo el 20 de diciembre de 2015. El fenómeno se apreciará entre las 2 y 3:30 de la madrugada en el hemisferio sur.

## Previsiones
Los registros históricos disponibles no son muy útiles para caracterizar el nivel de actividad y la posición del máximo de las tormentas por la escasez de observadores y la falta de una metodología de observación adecuada. Sin embargo, se han hecho grandes esfuerzos para determinar las características de los retornos de Leónidas de los últimos 200 años. 
El conocimiento sobre el origen de las tormentas de Leónidas ha sido muy limitados hasta hace poco. En los últimos años, sin embargo, ha habido un avance espectacular gracias al excelente conjunto de datos obtenidos por los observadores de la Organización Internacional de Meteoros. La actividad registrada en 1998 rompió todos los esquemas y ha sido el motor para el desarrollo de modelos numéricos que explican las tormentas de Leónidas con una precisión nunca antes alcanzada. 
Las Leónidas están asociadas con el cometa Tempel-Tuttle (1866 l), el cual se observó en 1866 y en 1998. La distancia afélica de este cometa es sensiblemente igual al radio de la órbita de Urano y la duración de su revolución era, en 1866, de 33,18 años. Le Verrier pensó que este cometa tenía una órbita parabólica en el momento de sufrir la atracción del planeta Urano, del cual pasó cerca en el año 126 de nuestra Era. Así, las Leónidas habrían sido incorporadas a nuestro sistema solar por la acción de Urano. 